# Dodge Stratus
De Dodge Stratus was een middenklasser die van 1995 tot 2006 in twee generaties gebouwd werd door het Amerikaanse automerk Dodge. In Europa werd het model verkocht met de naam Chrysler Stratus. De Stratus werd in 2007 opgevolgd door de Dodge Avenger.

## Eerste generatie (1995-2000)

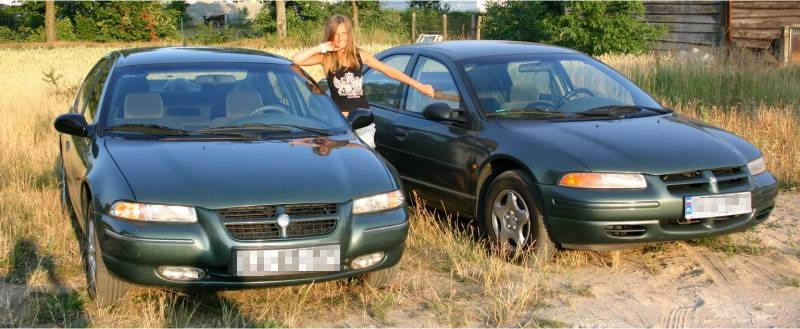
De Dodge - en de Chrysler Stratus.

De Dodge Stratus werd in 1995 geïntroduceerd tussen de meer luxueuze en duurdere Chrysler Cirrus en de goedkopere Plymouth Breeze. Er verschenen twee varianten: het basismodel met standaard de 2 liter vier-in-lijn en de ES die standaard met de 2,4 liter I4 kwam. Die 2,4 liter was optioneel op het basismodel en de ES had een 2,5 liter V6 op de optielijst. De Stratus werd ook in Mexico verkocht met de 2,4 L turbogeladen I4. Ook in Europa kwam het model op de markt, hetzij onder het Chrysler-embleem.

## Tweede generatie (2001-2006)

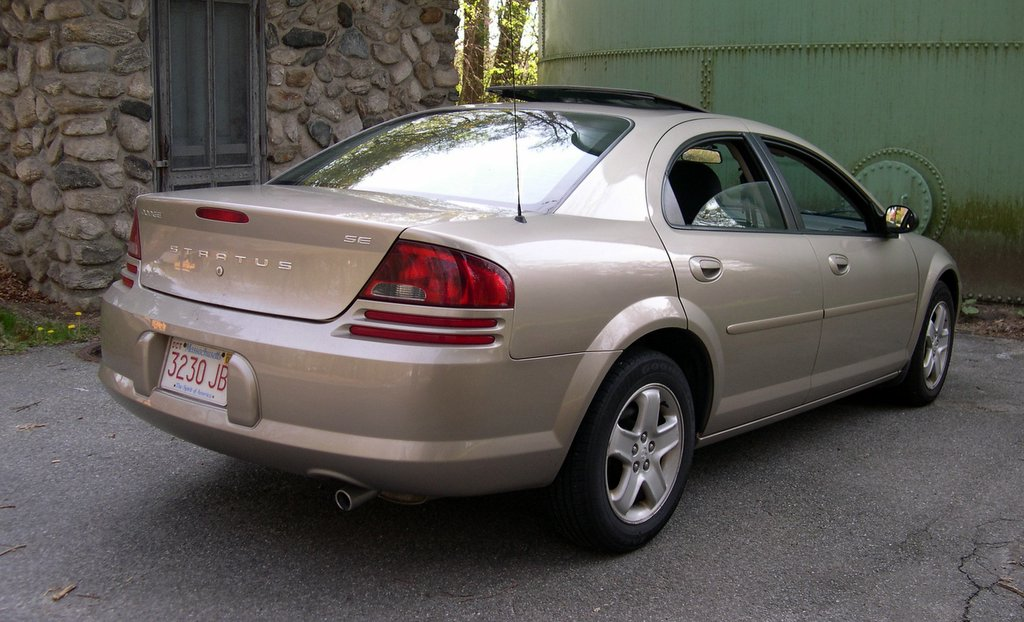
Dodge Stratus SE uit 2002.

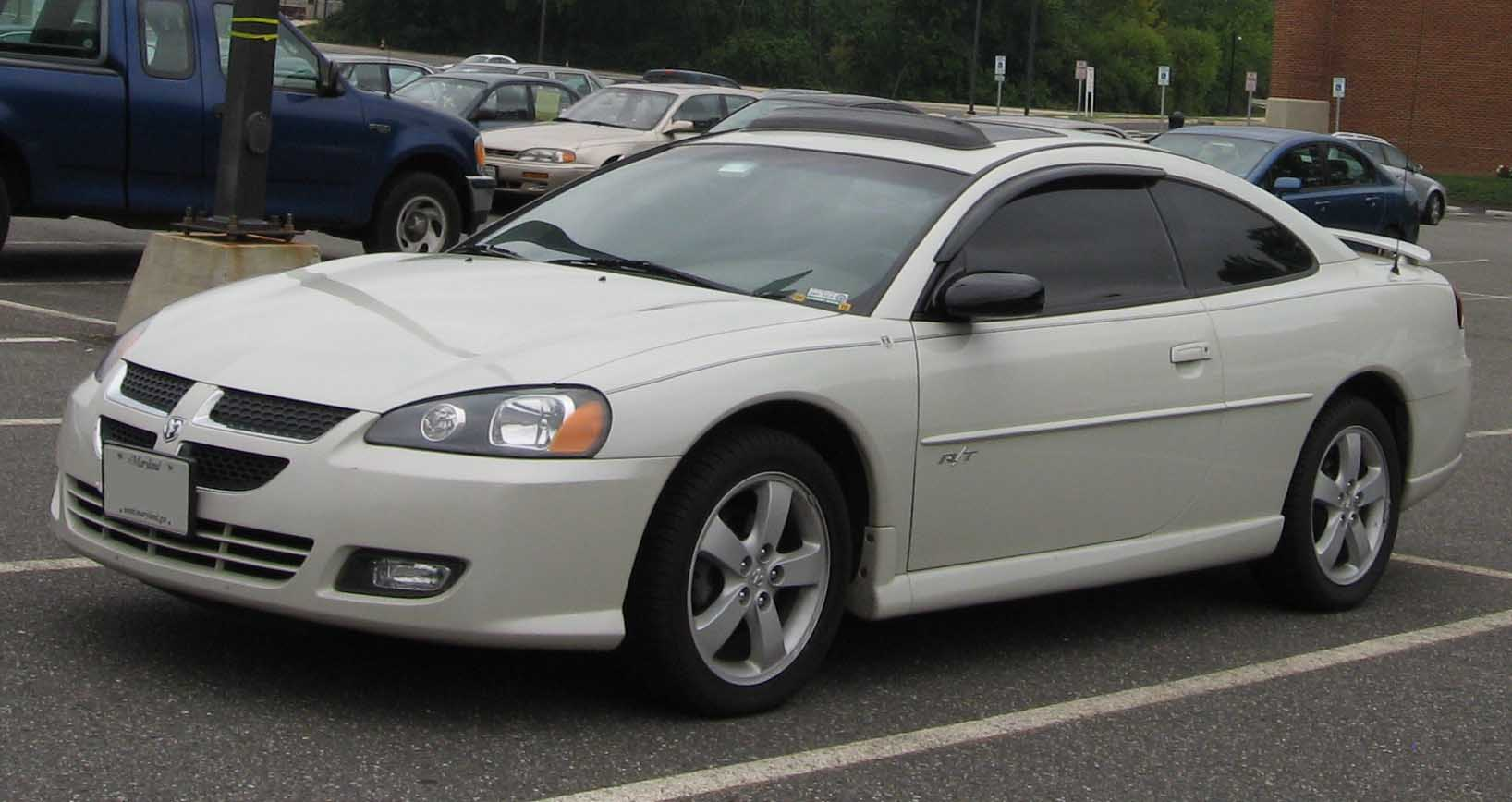
Dodge Stratus coupé uit 2004-2005.

Toen in 2001 de tweede generatie verscheen, was de Dodge Stratus het enige van de drie modellen dat overbleef. De Chrysler Cirrus werd de Sebring en de Plymouth Breeze verdween samen met het merk Plymouth. Nadat Dodge's coupé, de Avenger, in 2000 stopgezet was, werd diens opvolger bij de Stratus gevoegd, waardoor daar nu een tweedeurs- en een vierdeursvariant van was. Buiten de naam hadden de twee echter weinig gemeen. De coupé had Mitsubishi-roots en stond op een ander platform dan de sedan. De verkopen van deze tweede Stratus waren niet bijster goed en ook een face-lift in 2004 bracht geen beterschap. Na 2005 liet men de coupé vallen en in mei 2006 werd ook de sedan geschrapt. DaimlerChrysler verkocht vervolgens de assemblagelijn van en een licentie voor de Stratus/Sebring aan het Russische GAZ voor circa 124 miljoen euro. GAZ produceerde het model tussen 2008 en 2010 in Nizjni Novgorod onder de merknaam Volga, de Sebring werd verkocht als GAZ Volga Siber.